# Brecqhou
Brecqhou (o Brechou; se pronuncia en francés ˈbʁɛku) es una de las Islas del Canal, ubicada en 49°26′N 2°23′O / 49.433, -2.383 al oeste de Sark. Su superficie es de aproximadamente 30 hectáreas o 0,30 kilómetros cuadrados. Administrativamente pertenece a Sark.

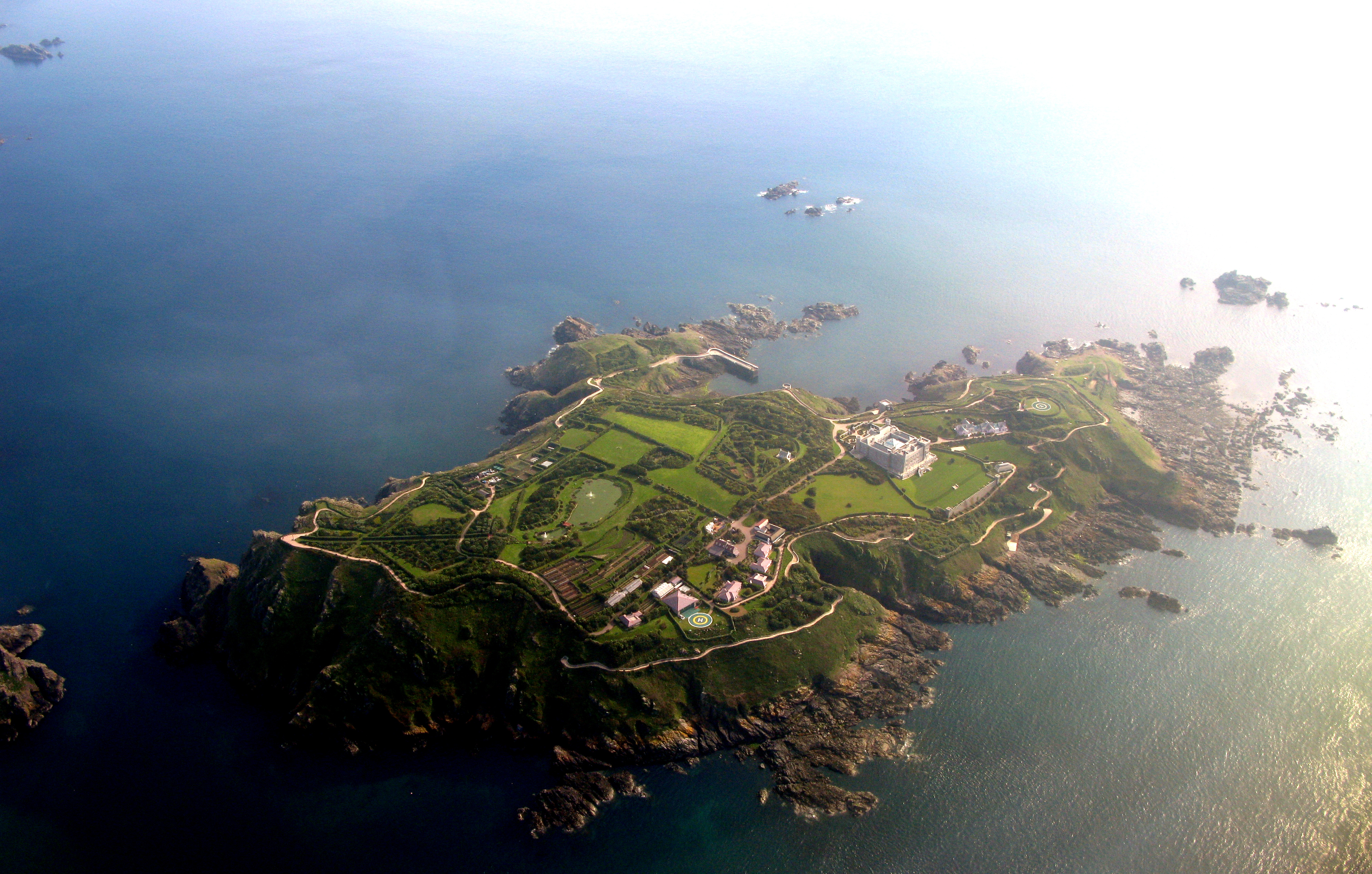
Vista de la isla desde el aire

### Etimología
El nombre Brecqhou deriva del antiguo brekka nórdico (ladera o escarpadura; cf. Bricquebec) y de holmr (isla o islote ''Hou''). Antiguamente se la conocía como "Isla de los Mercaderes" (L'Isle aux Marchands). Los nombres Brechou, Brehou, Brehoe aparecen en mapas antiguos.

## Geografía
Un mero islote, Brecqhou tiene una superficie de sólo 74 acres (30 ha). La isla está separada de Sark por un estrecho poco ancho (el paso de Le Goulliot) que es atravesado frecuentemente por yates durante cada verano y por barcos de pesca durante todo el año e incluso forma parte de la ruta tomada por eventos ocasionales de botes a motor en las islas.

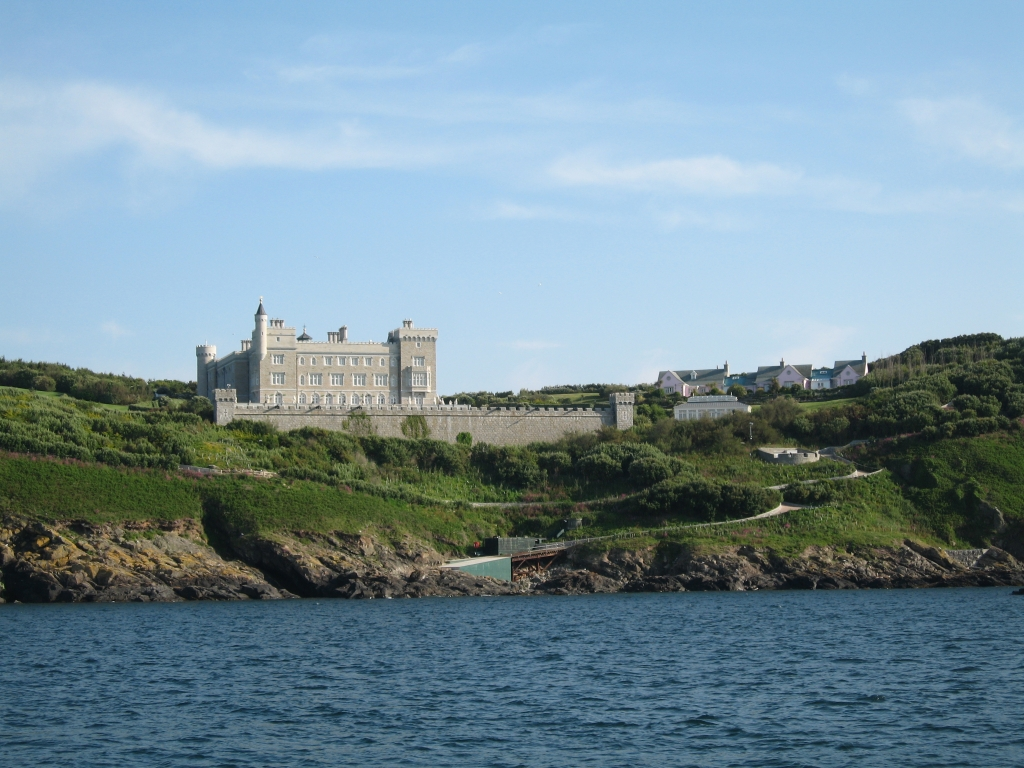
Castillo de Brecqhou

Desde 1993 Brecqhou es propiedad de los hermanos gemelos David y Frederick Barclay, más conocidos como los copropietarios del periódico The Daily Telegraph. Según la Ley de Reforma de Sark de 1951, el teniente es David Barclay, quien tiene derecho a ocupar el asiento del teniente en Chief Pleas, el parlamento de Sark.

## Relación con Sark
En Sark se utiliza la palabra «tenant» (arrendatario), que a menudo se pronuncia como en francés, en el sentido de terrateniente feudal, en lugar del significado habitual en inglés de arrendatario. Las propiedades de Sark están en manos de 40 arrendatarios que representan las parcelas de las 40 familias que colonizaron Sark. Tal y como se explica en la página web del Gobierno de Sark: «No existe la propiedad absoluta, ya que todas las tierras son arrendadas a perpetuidad (feudo) por el señor, y las 40 propiedades (tenencias) en las que se divide la isla (así como algunas otras propiedades en feudo perpetuo) solo pueden transmitirse mediante estrictas normas de herencia o mediante venta». La relevancia de los privilegios y deberes señoriales que distinguen la propiedad feudal de la civil ha disminuido, ya que la mayoría de los deberes están relacionados con la agricultura y la defensa.
Desde 1929, la isla está vinculada al título de la tenencia La Moinerie de Haut, una de las 40 tenencias cuyo propietario debía tener un arma para la defensa del feudo y, hasta su confiscación en 2008, tenía un escaño en el Chief Pleas. Originalmente, La Moinerie de Haut, que toma su nombre del monasterio medieval situado cerca de ella, era una parcela de tierra en el noroeste de Sark que, en aquella época, era propiedad del propio señor. Cuando Sibyl Hathaway vendió la isla de Brecqhou a Angelo Clarke en 1929, transfirió ese puesto en el Consejo Superior a Brecqhou, que no tenía representación. Esto supuso una pérdida insignificante para ella, ya que poseía más de una propiedad y cada miembro del Consejo Superior solo tenía derecho a un voto.
A partir de 1993, la vivienda de Brecqhou pasó a ser propiedad de los hermanos Barclay, copropietarios del periódico The Daily Telegraph y antiguos copropietarios de The Scotsman. Los hermanos compraron la isla por 2,3 millones de libras esterlinas en septiembre de 1993. En virtud de la Ley de Reforma (Sark) de 1951, el arrendatario era David Barclay. Tras asumir la propiedad, los hermanos mantuvieron disputas legales intermitentes con el gobierno de Sark y expresaron su deseo de que Brecqhou fuera políticamente independiente. Conducían autos en la isla y tenían un helicóptero, ambos prohibidos por la ley de Sark.
La norma consuetudinaria y expresa por escrito de Sark sobre Brecqhou puede evidenciarse en la retención de todos los derechos señoriales según el instrumento de venta de la Dame (señora) de Sark, Hathaway, a Clarke en 1929.
Según los Barclay, esta retención no era válida, ya que Brecqhou podría no haber formado parte del feudo de Sark. Citaron hechos como que las cartas patentes que establecen el feudo no mencionan la isla más pequeña. Aunque el señor feudal llegó a ser propietario de Brecqhou (no antes de 1681) tras una larga sucesión, citaron prácticas y actos que sugieren que Brecqhou podría no haber sido incorporada al feudo de Sark. Por lo tanto, la reclamación sostiene que el señor feudal no podía ostentar legalmente privilegios válidos en otros lugares, como los que podrían sobrevivir a la venta, independientemente de sus condiciones. 
Este conflicto provocó un pleito (1996-2000) y la creación en 2006 de un subcomité de enlace de Brecqhou del Chief Pleas de Sark. 
Sir David Barclay falleció en enero de 2021, dejando a su hermano como único arrendatario de Brecqhou.

## Bandera y sellos
El antiguo arrendatario, Leonard Joseph Matchan, había diseñado una bandera personal (idéntica a la bandera de Sark, con la excepción de que el escudo de armas de Matchan estaba estampado en la parte inferior derecha). Aunque a menudo se considera la bandera de la isla, se trataba solo de una bandera personal y ya no se utiliza.
Desde entonces, la bandera se ha adaptado para equipararla con el actual inquilino, Sir Frederick Barclay. La bandera actual de Brecqhou mantiene el mismo formato que la anterior, pero sustituye el escudo de armas de Matchan por los escudos de armas de los gemelos en la parte inferior derecha.
Leonard Joseph Matchan emitió sellos postales (con la etiqueta «Brechou») el 30 de septiembre de 1969, pero al día siguiente fueron suprimidos por la Oficina de Correos de Guernsey, cuando esta asumió la responsabilidad de la emisión de sellos en sustitución de Royal Mail. Matchan ocupó Brecqhou hasta su muerte, el 6 de octubre de 1987. Los actuales arrendatarios emitieron sellos anualmente entre 1999 y 2013.